# Walkin’ in the Park
Walkin’ in the Park – koncertowy bootleg grupy Colosseum nagrany w kwietniu i grudniu 1968 r. oraz w listopadzie 1969 r. Data wydania nieznana.

## Historia i charakter albumu
Album ten jest dość typowym bootlegiem; zawiera zarówno nagrania koncertowe i studyjne. Na 8 utworów 6 jest wykonywanych przez grupę Colosseum, a dwa – przez wówczas już trio – Graham Bond Organisation, gdzie Hiseman był perkusistą a Heckstall-Smith saksofonistą. Graham Bond śpiewał, grał na organach oraz wykonywał pedałami parte basowe. Nagrania koncertowe (1–4) są średniej jakości, ze stosunkowo wycofaną partią wokalu Clempsona.

## Muzycy
Kwintet (1-7)
- Clem Clempson – gitara, wokal (1–4, 6)
- Dave Greenslade – organy, pianino, wibrafon, wokal
- Dick Heckstall-Smith – saksofon sopranowy i tenorowy
- Mark Clarke – gitara basowa
- Jon Hiseman – perkusja

oraz
- James Litherland – gitara, wokal (5)
- John Mayall (6)
- Mick Taylor – gitara (6)

Graham Bond Organisation (7, 8)
- Graham Bond – organy, wokal
- Dick Heckstall-Smith – saksofony
- Jon Hiseman – perkusja

## Spis utworów
| 1. | Walkin’ in the Park (Graham Bond) | 9:19    |
|    |                                   |         |
| 2. | Butty's Blues                     | 15:06   |
|    |                                   |         |
| 3. | The Machine Demands a Sacrifice   | 6:43    |
|    |                                   |         |
| 4. | The Valentyne Suite               | 24:59   |
|    |                                   |         |
| 5. | A Whiter Shade Than Mayall        | 4:18    |
|    |                                   |         |
| 6. | Knockers Step Forward             | 3:12    |
|    |                                   |         |
| 7. | It's Not Goodbye                  | 4:47    |
|    |                                   |         |
| 8. | Walkin’ in the Park               | 3:02    |
|    |                                   |         |
|    |                                   | 1:11:26 |
|    |                                   |         |

## Opis płyty
- Nagrania – pomiędzy październikiem a grudniem 1966 (7, 8); kwiecień 1968 (6); 17 grudnia 1968 (5); 2 listopada 1969 (1-4);
- Miejsce – Londyn (6); Olympic Studios, Londyn (7, 8); BBC Top Gear, Londyn (5); Messepalast, Wiedeń, Austria (1-4)
- Czas – 1 godz. 12 min. 4 sek.
- Firma nagraniowa – Head